# Artur Aleksanyan
Artur Aleksanyan (født 21. oktober 1991) er en armensk bryder, der bryder i græsk-romersk stil.
Han repræsenterede Armenien ved sommer-OL 2012 i London.
Han vandt guld under sommer-OL 2016.
Under sommer-OL 2020 i Tokyo, som blev afholdt i 2021, vandt han sølv.
I 2024 vandt Aleksanyan sølv i 97 kgstævnet ved de olympiske sommerlege i Paris, Frankrig.